# Sami Hochberg
Sami Hochberg (* 1869 in Dumbrăveni, Bessarabien, Russisches Reich; † 23. Februar 1917 in Istanbul) war ein russischer zionistischer Aktivist und Publizist und zeitweise nachrichtendienstlich für die deutsche Regierung tätig. 

## Leben
Sami Hochberg war als Lehrer tätig. 1889 emigrierte er ins osmanische Mutesarriflik Jerusalem, wo er einer der Gründer der Siedlung Nes Ziona wurde. 1902 verließ er Nes Ziona und begann an einer Schule der Alliance Israélite Universelle in Tiberias im osmanisch-linaesischen Vilâyet Beirut zu arbeiten. Von der Alliance wurde er 1903 in den Iran, in den Ort Senna (heute Sanandadsch) geschickt, um dort an einer Schule der Alliance zu unterrichten. 1908 wurde er nach Unregelmäßigkeiten entlassen.
Von 1909 bis 1915 war Hochberg in Istanbul tätig und dort Mitherausgeber der Zeitschrift Le Jeune Turc.  Der damalige Vertreter der Zionistischen Weltorganisation in Istanbul, Victor Jacobson, kaufte eine französischsprachige antisemitische Zeitung „Courrier d'Orient“ und brachte sie auf pro-zionistischen Kurs. Prominente Mitarbeiter des Le Jeune Turc waren der russisch-jüdische Publizist und Revolutionär und zeitweise deutscher Sozialdemokrat Alexander Parvus und der türkische Schriftsteller und Intellektuelle Celal Nuri Ileri. Chefredakteur des Blattes und Mitherausgeber war Sami Hochberg und daneben Wladimir Jabotinsky, der spätere Führer des revisionistischen Zionismus. Le Jeune Turc, der zeitweise auch finanzielle Zuwendungen vom Auswärtigen Amt erhalten hatte, wurde 1915 von der pro-deutschen Militärjunta um Enver Cemal und Talaat Pascha, die sich 1913 an die Macht geputscht hatte, und die für den Völkermord an den Armeniern Anatoliens in den Jahren 1915 bis 1918 verantwortlich war, wie andere Publikationen des liberalen Flügels der Jungtürken verboten.
Hochberg vertrat 1913 die Zionistische Weltorganisation (WZO) beim historischen arabischen Nationalkongress vom 18. bis 23. Juni in Paris. Die damalige zionistisch-arabische Annäherung geschah in der Euphorie der Anfangsphase der Zweiten Osmanischen Verfassungsperiode, fand aber spätestens 1917 mit der Balfour-Deklaration, die von den arabischen Vertretern einhellig abgelehnt wurde, ein vorläufiges Ende. 
Nach dem Verbot der Zeitung Le Jeune Turc durch die Jungtürken arbeitete er im nachrichtendienstlichen Bereich als Agent für Deutschland in Rumänien.
Der offizielle Vertreter der WZO in Istanbul, Richard Lichtheim, wurde 1916 als angeblicher amerikanischer Spion aus der Türkei ausgewiesen, Hochberg starb im Februar 1917 „zufällig“ an einer Lebensmittelvergiftung nach einem Restaurantbesuch. Die zionistischen Helfer der Jungtürken waren nach der Veröffentlichung der Balfour-Deklaration 1917 den Jungtürken und ihren deutschen Verbündeten lästig geworden.
Im Jahre 2010 publizierte der bekannte israelische Journalist Jigʾal Sarna, dessen Mutter in erster Ehe mit einem Sohn von Sami Hochberg verheiratet war, eine selbst recherchierte Biographie in hebräischer Sprache.